# Leucania anthracoscelis
Leucania anthracoscelis là một loài bướm đêm trong họ Noctuidae.